# Liga Femenina de baloncesto 2007-08
La temporada 2007-08 de la Liga Femenina fue la 45ª temporada de la liga femenina de baloncesto. Se inició el 27 de octubre de 2007 y acabó el 14 de mayo de 2008. Los playoffs sirvieron a Ros Casares Valencia quien ganó al Perfumerías Avenida en los playoffs 2-1.

## Liga regular
| Pos. | Equipo                           | PJ | G  | P  | PF   | PC   | DP   | Pts | Clasificación o descenso                   |
| ---- | -------------------------------- | -- | -- | -- | ---- | ---- | ---- | --- | ------------------------------------------ |
| 1    | Ros Casares Valencia             | 26 | 23 | 3  | 1941 | 1566 | +375 | 49  | Clasifican a los Playoffs                  |
| 2    | Perfumerías Avenida              | 26 | 20 | 6  | 1898 | 1640 | +258 | 46  | Clasifican a los Playoffs                  |
| 3    | EBE Promociones Santa Eulalia    | 26 | 19 | 7  | 1889 | 1673 | +216 | 45  | Clasifican a los Playoffs                  |
| 4    | Club Baloncesto San José         | 26 | 18 | 8  | 1815 | 1675 | +140 | 44  | Clasifican a los Playoffs                  |
| 5    | Rivas Futura                     | 26 | 16 | 10 | 1874 | 1796 | +78  | 42  | Clasifican a los Playoffs para la Eurocopa |
| 6    | Celta VigoUrban                  | 26 | 14 | 12 | 1674 | 1657 | +17  | 40  | Clasifican a los Playoffs para la Eurocopa |
| 7    | Extrugasa                        | 26 | 12 | 14 | 1784 | 1787 | −3   | 38  | Clasifican a los Playoffs para la Eurocopa |
| 8    | CB Olesa Espanyol                | 26 | 10 | 16 | 1856 | 2001 | −145 | 36  | Clasifican a los Playoffs para la Eurocopa |
| 9    | Cadí La Seu                      | 26 | 10 | 16 | 1736 | 1850 | −114 | 36  |                                            |
| 10   | Gran Canaria La Caja de Canarias | 26 | 10 | 16 | 1855 | 1965 | −110 | 36  |                                            |
| 11   | Hondarribia-Irún                 | 26 | 9  | 17 | 1756 | 1851 | −95  | 35  |                                            |
| 12   | Mann Filter Zaragoza             | 26 | 8  | 18 | 1793 | 1935 | −142 | 34  |                                            |
| 13   | Extremadura Dato                 | 26 | 8  | 18 | 1694 | 1929 | −235 | 34  | Descenso a LF2                             |
| 14   | Arranz-Jopisa Burgos             | 26 | 5  | 21 | 1714 | 1954 | −240 | 31  | Descenso a LF2                             |

 Fuente: FEB

## Playoffs

### Playoffs por el título
|  | Semifinales                     | Semifinales                     | Semifinales                     | Semifinales                | Semifinales | Semifinales |                        |                        | Final                  | Final | Final | Final | Final | Final |
|  |                                 |                                 |                                 |                            |             |             |                        |                        |                        |       |       |       |       |       |
|  |                                 |                                 |                                 |                            |             |             |                        |                        |                        |       |       |       |       |       |
|  |                                 |                                 |                                 |                            |             |             |                        |                        |                        |       |       |       |       |       |
|  | 1 Ros Casares Valencia          | 1 Ros Casares Valencia          | 1 Ros Casares Valencia          | 1 Ros Casares Valencia     | 90          | 88          |                        |                        |                        |       |       |       |       |       |
|  | 1 Ros Casares Valencia          | 1 Ros Casares Valencia          | 1 Ros Casares Valencia          | 1 Ros Casares Valencia     | 90          | 88          |                        |                        |                        |       |       |       |       |       |
|  | 4 Club Baloncesto San José      | 4 Club Baloncesto San José      | 4 Club Baloncesto San José      | 4 Club Baloncesto San José | 52          | 59          |                        |                        |                        |       |       |       |       |       |
|  | 4 Club Baloncesto San José      | 4 Club Baloncesto San José      | 4 Club Baloncesto San José      | 4 Club Baloncesto San José | 52          | 59          | 1 Ros Casares Valencia | 1 Ros Casares Valencia | 1 Ros Casares Valencia | 71    | 78    | 72    |       |       |
|  |                                 |                                 |                                 |                            |             |             | 1 Ros Casares Valencia | 1 Ros Casares Valencia | 1 Ros Casares Valencia | 71    | 78    | 72    |       |       |
|  |                                 | 2 Perfumerías Avenida           | 2 Perfumerías Avenida           | 2 Perfumerías Avenida      | 78          | 69          | 56                     |                        |                        |       |       |       |       |       |
|  | 2 Perfumerías Avenida           | 2 Perfumerías Avenida           | 2 Perfumerías Avenida           | 2 Perfumerías Avenida      | 78          | 69          | 56                     | 80                     | 62                     | 75    |       |       |       |       |
|  | 2 Perfumerías Avenida           | 2 Perfumerías Avenida           | 2 Perfumerías Avenida           |                            |             |             |                        |                        |                        | 75    |       |       |       |       |
|  | 3 EBE Promociones Santa Eulalia | 3 EBE Promociones Santa Eulalia | 3 EBE Promociones Santa Eulalia | 47                         | 83          | 71          |                        |                        |                        |       |       |       |       |       |
|  | 3 EBE Promociones Santa Eulalia | 3 EBE Promociones Santa Eulalia | 3 EBE Promociones Santa Eulalia | 47                         | 83          | 71          |                        |                        |                        |       |       |       |       |       |

### Playoffs para la Eurocopa
|  | Semifinales         | Semifinales         | Semifinales         | Semifinales       | Semifinales | Semifinales |                |                | Clasificados para la Eurocopa | Clasificados para la Eurocopa | Clasificados para la Eurocopa | Clasificados para la Eurocopa | Clasificados para la Eurocopa | Clasificados para la Eurocopa |
|  |                     |                     |                     |                   |             |             |                |                |                               |                               |                               |                               |                               |                               |
|  |                     |                     |                     |                   |             |             |                |                |                               |                               |                               |                               |                               |                               |
|  |                     |                     |                     |                   |             |             |                |                |                               |                               |                               |                               |                               |                               |
|  | 5 Rivas Futura      | 5 Rivas Futura      | 5 Rivas Futura      | 75                | 61          | 71          |                |                |                               |                               |                               |                               |                               |                               |
|  | 5 Rivas Futura      | 5 Rivas Futura      | 5 Rivas Futura      | 75                | 61          | 71          |                |                |                               |                               |                               |                               |                               |                               |
|  | 8 CB Olesa Espanyol | 8 CB Olesa Espanyol | 8 CB Olesa Espanyol | 48                | 62          | 56          |                |                |                               |                               |                               |                               |                               |                               |
|  | 8 CB Olesa Espanyol | 8 CB Olesa Espanyol | 8 CB Olesa Espanyol | 48                | 62          | 56          | 5 Rivas Futura | 5 Rivas Futura | 5 Rivas Futura                | 5 Rivas Futura                | 5 Rivas Futura                | 0                             |                               |                               |
|  |                     |                     |                     |                   |             |             | 5 Rivas Futura | 5 Rivas Futura | 5 Rivas Futura                | 5 Rivas Futura                | 5 Rivas Futura                | 0                             |                               |                               |
|  |                     | 7 Extrugasa         | 7 Extrugasa         | 7 Extrugasa       | 7 Extrugasa | 7 Extrugasa | 0              |                |                               |                               |                               |                               |                               |                               |
|  | 6 Celta VigoUrban   | 6 Celta VigoUrban   | 6 Celta VigoUrban   | 6 Celta VigoUrban | 7 Extrugasa | 7 Extrugasa | 0              | 61             | 46                            |                               |                               |                               |                               |                               |
|  | 6 Celta VigoUrban   | 6 Celta VigoUrban   | 6 Celta VigoUrban   | 6 Celta VigoUrban |             |             |                |                |                               |                               |                               |                               |                               |                               |
|  | 7 Extrugasa         | 7 Extrugasa         | 7 Extrugasa         | 7 Extrugasa       | 71          | 56          |                |                |                               |                               |                               |                               |                               |                               |
|  | 7 Extrugasa         | 7 Extrugasa         | 7 Extrugasa         | 7 Extrugasa       | 71          | 56          |                |                |                               |                               |                               |                               |                               |                               |

## Postemporada
- Campeonas de la Liga Femenina 2007-08: Ros Casares Valencia (5º título).
- Campeonas de la Copa de la Reina 2008: Ros Casares Valencia (5º título).
- Campeonas de la Supercopa 2007: Ros Casares Valencia (4º título).
- Clasificadas para Euroliga 2008-09: Ros Casares Valencia y Perfumerías Avenida.
- Clasificadas para Eurocup 2008-09: EBE Promociones Santa Eulalia, CB Feve San José, Rivas Futura, Extrugasa Cortegada y Gran Canaria (por invitación).
- Descendidas a Liga Femenina 2 2008-09:  Arranz-Jopisa Burgos y Extremadura Dato.
- Ascendidas de Liga Femenina 2 2007-08:  USP-CEU MMT Estudiantes y Cop Crespí-Joventut Mariana.